# Бейб Лондон
Джин Ґловер (28 серпня 1901, Де-Мойн, Айова, США — 29 листопада 1980, Вудленд-Гіллз, Лос-Анджелес, Каліфорнія, США), відома як Бейб Лондон (англ. Babe London) — американська кіноакторка.

## Фільмографія
| Рік  |   | Українська назва                   | Оригінальна назва         | Роль                                |
| ---- | - | ---------------------------------- | ------------------------- | ----------------------------------- |
| 1960 | ф | Сексуальні кішечки йдуть у коледжі | Sex Kittens Go to College | міс Кадваладер                      |
| 1960 | с | Шоу Бобі Камінґза                  | The Bob Cummings Show     | епізодична роль                     |
| 1960 | с | Найкращий на цій посаді            | The Best of the Post      | покупчиня                           |
| 1957 | ф | Нечесна дружина                    | The Unholy Wife           | клієнтка                            |
| 1956 | ф | Жмуток радості                     | Bundle of Joy             | товста жінка                        |
| 1949 | ф | Анна Лукаста]                      | Anna Lucasta              | жінка в барі                        |
| 1948 | ф | Жанна д'Арк                        | Joan of Arc               | епізодична роль (немає у титрах)    |
| 1948 | ф | Безглуздий тріумф                  | Hollow Triumph            | пані у готелі                       |
| 1948 | ф | Зміїна яма                         | The Snake Pit             | епізодична роль (немає у титрах)    |
| 1947 | ф | Дорога до Ріо                      | Road to Rio               | жінка                               |
| 1945 | ф | Годинник                           | The Clock                 | медсестра                           |
| 1933 | ф | Пекло внизу                        | Hell Below                | товстунка на човні                  |
| 1931 | ф | Наша дружина                       | Our Wife                  | Дулсі, наречена                     |
| 1928 | ф | Пробудження                        | The Awakening             | епізодична роль (немає у титрах)    |
| 1927 | ф | Мисливець за приданим              | The Fortune Hunter        | офіціянтка                          |
| 1927 | ф | Всі на облавок                     | All Aboard                | принцеса                            |
| 1927 | ф | Принцеса з Гобокена                | The Princess from Hoboken | принцеса Соня Олександрівна Карпофф |
| 1927 | ф | Довгі штани                        | Long Pants                | гостя на весіллі                    |
| 1926 | ф | Йолоп                              | The Boob                  | товста дівчинка (немає у титрах)    |
| 1925 | ф | На Захід                           | Go West                   | жінка в універмазі                  |
| 1923 | ф | Підручний                          | The Handy Man             | гостя                               |
| 1922 | ф | Звихнений на повітряних кулях      | The Balloonatic           | товста дівчина                      |
| 1922 | ф | Слабка вечірка                     | The Weak-End Party        | гостя на вечірці                    |
| 1920 | ф | Пральня                            | The Laundry               |                                     |
| 1920 | ф | Просто Мері Енн                    | Merely Mary Ann           | Розі Лідербаттер                    |
| 1919 | ф | Задоволення дня                    | A Day’s Pleasure          | дружина                             |
| 1919 | ф | Коли пливуть хмари повз            | When the Clouds Roll By   | телефоністка (немає у титрах)       |